# Juan Manuel Núñez
Juan Manuel Núñez fue un político peruano.
En representación de la provincia de Huancavelica, donde era oficial de la Dirección de la Real Negociación de los Azogues, fue uno de los sesenta y cinco diputados electos en 1825 por la Corte Suprema y convocados para aprobar la Constitución Vitalicia del dictador Simón Bolívar. Sin embargo, a pesar de que dicho congreso estuvo convocado, el mismo decidió no asumir ningún tipo de atribuciones y no llegó a entrar en funciones.